# 클레이 히긴스

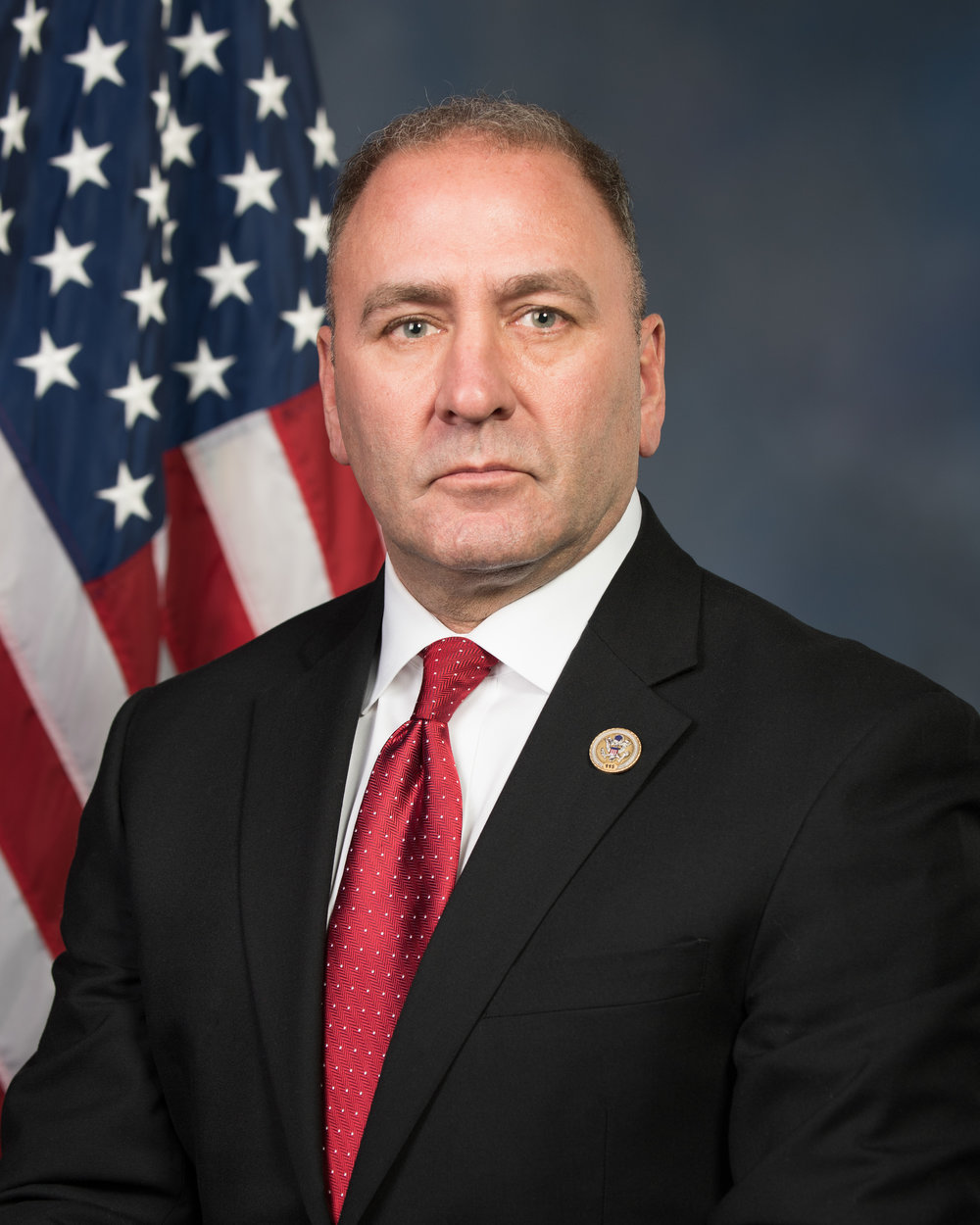

글렌 클레이 히긴스 (Glen Clay Higgins, 1961년 8월 24일 ~ )는 미국의 정치인이자 루이지애나 주 출신의 예비 법집행관이다. 공화당원인 히긴스는 루이지애나주 제3 의회 선거구 의 미국 대표이다. 한때 에드윈 에드워즈 (Edwin Edwards) 전 주지사와 존 브로(John Breaux) 전 미국 상원의원이 대표했던 영토의 대부분을 포함하는 이 지구는 주의 남서쪽 모퉁이에 있으며 라파예트(Lafayette), 레이크 찰스(Lake Charles), 뉴 이베리아(New Iberia)를 포함한다. 히긴스는 2016년 12월 10일 결선투표 에서 동료 공화당원 스캇 엔젤을 누르고 승리했다.
선출직 공무원일 뿐만 아니라 히긴스는 루이지애나 법무장관실 과 함께 예비 자격으로 법집행위원회를 계속 보유하고 있다.
히긴스는 스리 퍼센터스 및 오스 키 와 같은 비주류 반정부 민병대 가 조직한 행사에 출연하여 연설했으며, 연설 참여에서 "스리 퍼센터"라고 주장했다.
그는 또한 프리덤 코커스의 회원이며 그의 견해는 극우로 확인되었다.

## 어린 시절과 교육
그는 여덟 자녀 중 일곱 번째로 태어났다. 그는 뉴올리언스 에서 태어났고, 그의 가족은 그가 6살이었을 때 루이지애나 주 코빙턴으로 이사했다. 가족은 말을 키우고 훈련했다. 코빙턴 고등학교를 졸업한 후 그는 루이지애나주 배턴루지에 있는 루이지애나 주립대학교에 다녔으나 졸업하지 못 했다.

## 커리어
18세에 그는 루이지애나 주 방위군 헌병대 에 입대하여 6년(1979~1985) 동안 복무하고 하사 직위에 올랐다.
그는 자동차 판매점의 관리자로 수 년간 일했었다.

### 현지 법 집행
2004년에 히긴스는 오펠루서스  경찰서의 순찰관이 되었다. 2007년까지 페리 갤로우(Perry Gallow) 경찰서장은 히긴스에 대해 중대한 징계 조치를 취할 준비가 되어 있었다. 그는 시의회에 보낸 서한에서 "클레이 히긴스는 영장 집행 과정에서 불필요한 무력을 행사했고 이후 내부 조사에서 허위 진술을 했다"고 적었다. 수갑을 채우고 나중에 그를 풀어준다." 히긴스는 징계가 내려지기 전에 사임했다.